# Carlo Vecchiarelli
Pour les articles homonymes, voir Vecchiarelli.
Vecchiarelli Carlo (né à Cingoli le 10 janvier 1884 et mort à Rome le 10 janvier 1948 est un général italien,. 

## Biographie
Le 8 septembre 1943, le jour où l'armistice de Cassibile est rendu public, le général Carlo Vecchiarelli est le commandant des 170 000 soldats de la 11e armée italienne occupant la Grèce.